# Daniela Simion
Daniela Marina Simion (Bucarest, 9 febbraio 1972) è un'ex cestista rumena.

## Carriera
Con la Romania ha disputato i Campionati europei del 1995.